# 鄭國輝
鄭國輝，MH（1983年10月10日—），香港男子滑浪風帆運動員。

## 簡歷
鄭國輝的父母在他年幼時離異，令他變得叛逆，試過打架、偷走及被慫恿賣盜版光碟。至9歲時，他在社工勸喻下與弟弟一同被送進救世軍環翠宿舍（兒童宿舍）。後來，姐姐替他報名參加風帆班，他在帆板上訓練1年後，便離開了環翠宿舍，17歲時轉任全職運動員。此前，他分別就讀柴灣海星小學下午校及伊斯蘭脫維善紀念中學。
鄭國輝在剛轉全職時，每月只從香港體育學院取得 500 港元的資助，其後資助增加到 4,000 港元。及至2006年，他首次拿到世界冠軍，資助額亦增加至最高的甲級資助2萬多元。但其後三年由於沒有成績，又降回乙級資助約萬多元。
2014年9月，鄭國輝代表中國香港參加南韓仁川舉行的亞運會帆船比賽，在男子米氏板項目贏得金牌。
2015年3月，鄭國輝在2014年度的香港傑出運動員選舉中首次贏得「傑出運動員」獎項，他在獲獎後宣布不再參賽。他表示，雖然自覺狀態仍處巔峰，但知道教練艾培理將離開香港隊後，便想要回饋隊伍，以教練兼運動員身分為隊伍培養新一代。

## 榮譽
- 香港傑出運動員選舉

「ESPN STAR Sports香港青少年運動員獎學金」得主（2001年）
「香港傑出青少年運動員」（2001年）
「香港傑出運動員」（2014年）
- 榮譽勳章（2015年）

## 外部連結
- 鄭國輝的Instagram帳戶